# Louis-René Beaudoin
Pour l’article homonyme, voir Beaudoin.
Louis-René Beaudoin, né le 5 mai 1912 à Montréal et décédé le 21 février 1970 dans la même ville, est un avocat et homme politique québécois.

## Biographie
Provenant d'une famille ouvrière montréalaise, Louis-René Beaudoin travaille comme chauffeur d'autobus et ouvrier pour payer ses études. Devenu avocat, il travaille pour la Fédération québécoise du travail et comme bénévole pour le Parti libéral du Québec. Vers 1954, il fonde avec Maurice Riel le cabinet d'avocats Beaudoin, Riel, Geoffrion, Vermette, aujourd'hui connu sous la dénomination Dunton Rainville.
Il est élu député du Parti libéral du Canada dans la circonscription fédérale de Vaudreuil-Soulanges en 1945. Il est réélu en 1949, 1953 et 1957. Il ne se représente pas en 1958. Considéré beau parleur, il est peu présent dans sa circonscription.
Il devient vice-président de la Chambre des communes du Canada en  1952 puis président de la Chambre des communes en 1953 jusqu'en 1957. Sa candidature à ce poste est appuyée par le chef de l'opposition officielle, le progressiste-conservateur George Drew, une première dans l'histoire parlementaire canadienne. Sa réputation s'affermit lors du débat sur le pipeline en 1956 durant lequel le gouvernement tente à plusieurs reprises de forcer la législature à voter avec un minimum de débat.
Au cours du débat, Beaudoin applique le principe qu'un débat doit avoir lieu si le président le juge nécessaire. Cependant, il revient sur sa décision et permet le vote sans débat, provoquant la colère de l'opposition. Au cours de la semaine, Drew introduit une motion de censure à l'encontre de Beaudoin en l'accusant de nuire au pouvoir du président. Cette motion est défaite par la majorité libérale. Moins d'un mois plus tard, Drew présente à l'attention des journaux une lettre de Beaudoin dans laquelle il critiqua le comportement des députés de l'opposition durant le débat concernant le pipeline. Beaudoin se défend en mentionnant qu'il s'agit d'une lettre privée non destinée à être publiée. Toutefois, le lendemain, Beaudoin présente sa démission au premier ministre Louis St-Laurent, alors absent du pays, qui convainc Beaudoin de rester jusqu'à la fin de la législature. 
La réputation de Beaudoin est néanmoins largement entachée. Après sa réélection en 1957, il décide de se retirer en 1958. Il déménage ensuite aux États-Unis, où il tente de compléter une thèse de doctorat à l'Université Columbia mais ne la complète pas. Il épouse en 1958 à Reno (Navada) en 1958 Alice Outram, de 23 ans sa cadette.
Par après jusqu'à sa mort en 1970, il occupe différents emplois précaires jusqu'à celui de serveur dans une taverne. De retour à Montréal, il meurt d'une crise cardiaque à l'âge de 57 ans, presque sans ressources et seul, sur le siège arrière d'une voiture de taxi.

## Postérité
Le peintre Kenneth Keith Forbes réalise un portrait de Louis-René Beaudoin en 1960.

## Archives
Il y a un fonds Louis-René Beaudoin à Bibliothèque et Archives Canada. La référence archivistique est R3298. 